# 126445 Prestonreeves
126445 Prestonreeves este un asteroid din centura principală de asteroizi.

## Descriere
126445 Prestonreeves este un asteroid din centura principală de asteroizi. A fost descoperit pe 7 februarie 2002 la Kingsnake de John V. McClusky. Asteroidul prezintă o orbită caracterizată de o semiaxă mare de 2,64 ua, o excentricitate de 0,13 și o înclinație de 15,5° în raport cu ecliptica.